# Macellum Liviae

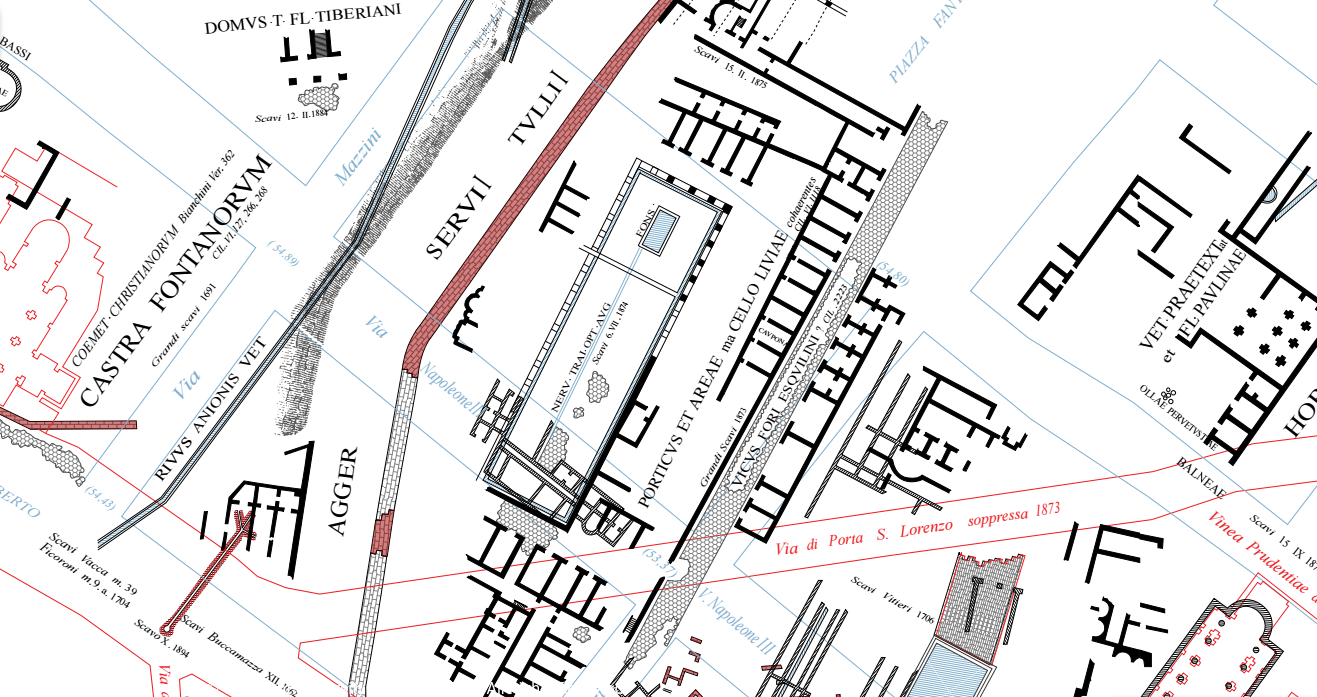
Il Macellum Liviae nella Forma Urbis Romae di Rodolfo Lanciani 1893

Il Macellum Liviae (mercato di Livia) era un complesso commerciale dell'antica Roma, edificato sull'Esquilino da Augusto e dedicato a sua moglie Livia.

## Testimonianze letterarie
Il macellum va probabilmente identificato con "τὸ τεμένισμα τὸ Λίουιον ὠνομασμένον" (il recinto chiamato "il Livium"), che Tiberio dedicò al principio del 7 a.C..
Su un'iscrizione si ricorda un restauro effettuato tra il 364 e il 378 da Valentiniano I, Valente e Graziano; inoltre, questo macellum, o il Macellum Magnum, è raffigurato sul frammento 4 della Forma Urbis Severiana.
Nella Cronaca (Chronicon) di Benedetto del Soratte, all'anno 921 si menziona  la aecclesia Sancti Eusebii iuxta macellum parvum (chiesa di Sant'Eusebio vicino al piccolo mercato).
Nel Liber Pontificalis, la chiesa di Santa Maria Maggiore è descritta come iuxta macellum Libiae (a fianco del mercato di Libia), mentre quella di San Vito è detta in Macello.
Il percorso processionale descritto dal canone benedettino del Laterano, l'Ordo Benedicti del 1143, annota intrans sub arcum ubi dicitur macellum Livianum ("entrando sotto l'arco [di Gallieno] nel luogo detto mercato liviano").

## Archeologia
Rimanenze corrispondenti alle indicazioni letterarie succitate sono state identificate appena fuori dalla porta Esquilina, a nord della strada: questi resti potrebbero ben corrispondere a quelli del macellum Liviae.
Si è rinvenuto, infatti, un cortile aperto, che misura 80 per 25 metri, realizzato in opus reticulatum, disposto parallelamente alle mura serviane.
Il cortile era circondato da un portico con botteghe per i vari tipi di generi.
Sembra che, dal principio del III secolo d.C., la parte meridionale di quest'area fosse invasa dalla costruzione di edifici privati.